# Kolonia Osiek (województwo łódzkie)
Kolonia Osiek – wieś w Polsce położona w województwie łódzkim, w powiecie wieruszowskim, w gminie Galewice.
W 2004 roku w Kolonii Osiek mieszkało 226 osób.
W latach 1975–1998 miejscowość należała administracyjnie do województwa kaliskiego.